# ناوكي ناكاغاوا
ناوكي ناكاغاوا (باليابانية: 中川 直樹) (13 يونيو 1984 في طوكيو في اليابان – )؛ هو لاعب كرة قدم سابق كان يلعب كمدافع.